# Alekszandr Jurjevics Jerohin
Alekszandr Jurjevics Jerohin (oroszul: Александр Юрьевич Ерохин; Barnaul, 1989. október 13.) orosz válogatott labdarúgó, aki jelenleg az Zenyit Szt. Petyerburg játékosa.
Bekerült a hazai rendezésű 2017-es konföderációs kupán részt vevő orosz keretbe.

## Statisztika
| Válogatott  | Szezon   | Mérkőzés | Gól |
| ----------- | -------- | -------- | --- |
| Oroszország | 2015     | 0        | 0   |
| Oroszország | 2016     | 4        | 0   |
| Oroszország | 2017     | 11       | 0   |
| Oroszország | 2018     | 8        | 1   |
| Oroszország | 2019     | 1        | 0   |
| Oroszország | 2020     | 2        | 0   |
| Oroszország | 2021     | 6        | 3   |
| Összesen    | Összesen | 32       | 4   |

## Sikerei, díjai

### Klub
- Sheriff Tiraspol
  - Moldáv bajnok: 2008, 2009, 2010
  - Moldáv kupa: 2008, 2009
  - CIS Cup:: 2009

- Zenyit Szt. Petyerburg
  - Orosz bajnok: 2018–19, 2019–20, 2020–21, 2021–22, 2022–23, 2023–24
  - Orosz kupa: 2019–20, 2023–24
  - Orosz szuperkupa: 2020, 2021, 2022, 2023, 2024

### Egyéni
- CIS Cup: gólkirály: 2009 (megosztva)